# 马德里俱乐部
马德里俱乐部 (西班牙語：Club de Madrid)是一个国际非营利组织，总部在西班牙马德里，旨在推进民主和国际社区改变。

## 历史
2001年创建，拥有95位固定会员，其中64位来自各国的前总统，39位来自各国的前总理。